# Ivo Beck
Ivo Maria Beck (* 31. März 1926 in Vaduz; † 9. September 1991 in Heidelberg) war ein liechtensteinischer Rechtsanwalt, Politiker (VU) und Staatsgerichtshofspräsident.

## Leben
Ivo Beck, der als eines von vier Kindern des Rechtsanwalts und Landtagspräsidenten Wilhelm Beck und seiner Frau, der Lehrerin Maria Anna Bürke (1887–1968) geboren wurde, besuchte von 1939 bis 1945 in Schwyz und Vaduz das Gymnasium. Er studierte Rechtswissenschaft an der Universität Bern und wurde mit der Arbeit «Das Enteignungsrecht des Fürstentums Liechtenstein» zum Dr. iur. utr. promoviert. Anschliessend eröffnete er 1950 in Vaduz ein Rechtsanwaltsbüro.
1951 wurde Beck Sprecher der damaligen Oppositionspartei Vaterländische Union, deren geschäftsführender Präsident er von 1951 bis 1959 zudem war. Bei den Wahlen im Februar 1953 zog er mit 848 Stimmen im Wahlkreis Oberland in den liechtensteinischen Landtag ein, dem er bis 1957 als Fraktionssprecher der VU und zwischenzeitliches Mitglied der Geschäftsprüfungskommission angehörte. Daraufhin war er vom 31. Dezember 1957 bis März 1959 Regierungsrat im Kabinett Alexander Frick III.
1957 gründete er in Triesen das Treuhandunternehmen Administral Anstalt. Er war nebstdem zwischen 1952 und 1958 Herausgeber der Tageszeitung Liechtensteiner Vaterland.
1961 wurde Beck Sekretär der Bankenkommission Liechtensteins, der er bis 1969 blieb. Von 1962 bis 1966 war er stellvertretender Vorsitzender der Verwaltungs- und Beschwerdeinstanz (VBI) Liechtensteins. Im Weiteren war er von 1964 bis 1970 Verwaltungsratpräsident der Alters- und Hinterlassenenversicherung / Invalidenversicherung / Familienausgleichskasse (AHV/IV/FAK). Im Jahr 1966 zog er erneut in den Landtag ein und gehörte ihm eine Legislaturperiode lang bis 1970 an.
1976 bis 1980 war er Präsident der Landessteuerkommission, 1978 kehrte er an die VBI zurück und war bis 1982 ihr Vorsitzender. Danach wurde er 1979 Vorsitzender der Prüfungskommission für Treuhänder (bis 1983) und Mitgründer sowie erster Präsident der Vereinigung Liechtensteinischer Richter (bis 1985). Zuletzt war er von 1989 bis 1991 Präsident des Verfassungsgerichts Liechtensteins, dem Staatsgerichtshof.
Beck war seit Juli 1951 in erster Ehe mit Elisabeth «Ilse» Batliner (* 1927) verheiratet, mit der er vier Töchter hatte. Im April 1976 heiratete er in zweiter Ehe Irmgard Haberlandt (* 1938). Er war Sammler historischer Musikinstrumente.

## Ehrungen
- Ehrenmitgliedschaft der Vaterländischen Union, des MGV Kirchenchors Ruggell und der Harmoniemusik Triesenberg[1]
- Goldene Lilie der liechtensteinischen Pfadfinder (1954)[1]

## Schriften
- Das Enteignungsrecht des Fürstentums Lichtenstein. Vaduz 1950, DNB 571803849 (150 S., Dissertation, Universität Bern).
- Liechtenstein und die EWG. Liechtensteiner Vaterland, Vaduz 1962, OCLC 891773951 (32 S.).
- Niederlassung natürlicher und juristischer Personen im Fürstentum Liechtenstein. 1962, OCLC 249800414 (198 S.).
- Einführung in die Grundzüge der Verfassung. Vaduz 1979, OCLC 891770399 (34 S.).
- Errichtung und Betrieb eines Unternehmens im Fürstentum Liechtenstein. Presse- und Informationsamt der Regierung des Fürstentums Liechtenstein, Vaduz 1982, DNB 994398328 (25 S.).

## Fussnoten
1. 1 2 3 4 5 6 7 8 9 10  Donat Büchel: Beck, Ivo Maria. In: Historisches Lexikon des Fürstentums Liechtenstein online (eHLFL). 31. Dezember 2011, abgerufen am 28. August 2023.
2. 1 2 3  Ivo Beck im Munzinger-Archiv, abgerufen am 28. August 2023 (Artikelanfang frei abrufbar)
3. ↑  1958. (PDF; 1,3 MB) Universität Liechtenstein, abgerufen am 28. August 2023.

| Personendaten    | Personendaten                            |
| ---------------- | ---------------------------------------- |
| NAME             | Beck, Ivo                                |
| ALTERNATIVNAMEN  | Beck, Ivo Maria (vollständiger Name)     |
| KURZBESCHREIBUNG | liechtensteinischer Jurist und Politiker |
| GEBURTSDATUM     | 31. März 1926                            |
| GEBURTSORT       | Vaduz                                    |
| STERBEDATUM      | 9. September 1991                        |
| STERBEORT        | Heidelberg                               |